# Папийон
Стара декоративна френска порода дребни кучета, много разпространени във Франция, Италия, Англия, Дания, където в миналото са били любим обект за рисуване от художниците.
Името си са получили поради щръкналите си уши, които приличат на крила на пеперуда (от фр. papillon – пеперуда). На ръст са дребни. Космената им покривка е дълга, коприноподобна и права. Само на муцината и предната страна на крайниците космите са къси. Ушите, опашката и задната страна на краката са силно окосмени. Главата е малка, ушите са дълги, високо поставени и щръкнали. Опашката е дълга, завита сърпообразно на гърба. Окраската на козината е бяла с петна от различни цветове.